# アルバート・W・ハル
アルバート・ワランス・ハル（Albert Wallace Hull、1880年4月19日 - 1966年1月22日）は、アメリカ合衆国の物理学者。
マグネトロンを発明して真空管の発展に貢献した電気技術者である。
米国科学アカデミー会員であった。

## 生い立ち

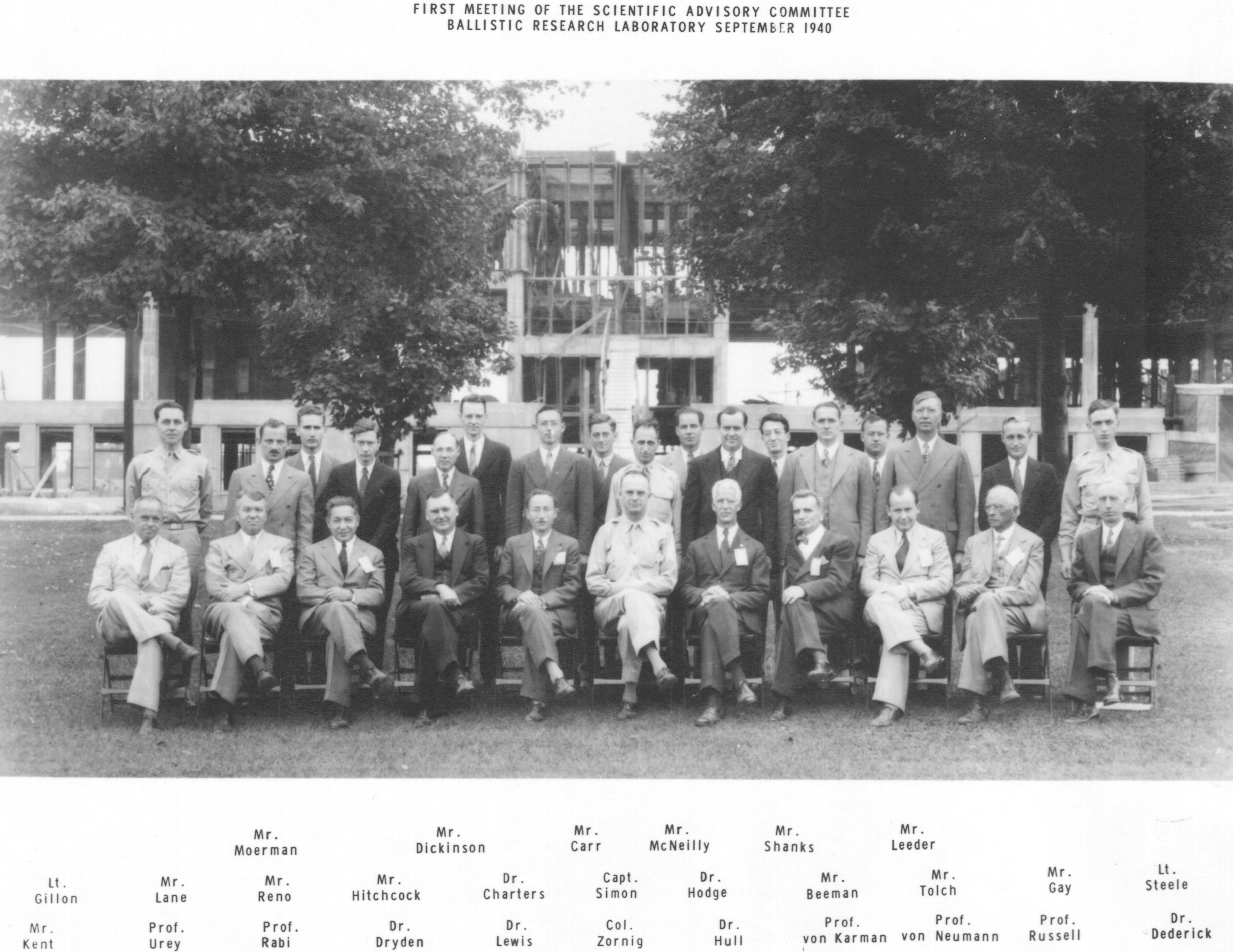
弾道研究所諮問委員会第1回会合で、前列右から5番目がハル博士

1880年4月19日、コネチカット州サジントン で生まれた。
ギリシャ語を専攻し、学部では物理学を1科目履修した後、イェール大学を卒業した。
オールバニー・アカデミーで語学を教えた後、イェール大学に戻り、物理学の博士号を取得した。その後、ウースター工科大学で5年間、物理学を教える傍ら、光電効果の研究を行った。

## キャリア
1914年、ニューヨーク州スケネクタディにあるゼネラル・エレクトリック研究所（General Electric Research Laboratory、GERL）に入社し、1949年に退職するまで在籍した。
1916年、グリッド制御や静電制御に代わる熱電子管（真空管）の磁気制御の研究を開始し、真空管の軸に平行な磁界をかける方法で磁気制御の実験に成功した。
当初、ハルは、リー・ド・フォレストとエドウィン・アームストロングの三極真空管特許を回避できる増幅器や発振器を開発するために、ゼネラル・エレクトリック社でこの新しい電子管に取り組んでいたのである。
1928年にGERLの副所長に昇進し、1942年にはアメリカ物理学会の会長も務めた。
1949年、GERLを退職。ゼネラル・エレクトリック社を退職後、コンサルティング業務や陸軍弾道研究所の諮問委員を務めた。1966年1月22日、ニューヨーク州スケネクタディで85歳の生涯の幕を閉じた。

## ダイナトロンの発明
彼は、熱電子陰極、穴あきアノード、および補助アノード（プレート）の3つの電極を持つダイナトロン真空管を発明した。通常の利用では、補助アノードは穴あきアノードよりも低い正電圧に維持する。
ダイナトロンは、電子がプレートから二次電子放出されることにより、真の負性抵抗として動作するため、広い周波数範囲での発振や増幅器として使用することができる。カソードと穴あきアノードの間にコントロールグリッドを追加したものは、「プリオダイナトロン」と呼ばれるようになった。

## マグネトロンの発明
1920年には、彼の研究によってマグネトロンが発明された。これは、中央のカソードと同軸の円筒形のアノードを2分割し、外部コイルで軸方向の磁場を発生させるというものであった。 
ハル型マグネトロンはラジオ受信機の増幅器として、また低周波発振器としてテストされた。1925年にGERLで作られたマグネトロンが周波数20kHzで15kWの電力を発生できることが報告された。
当時、ハルはマグネトロンは通信用よりも電力変換器としての用途が大きいと予想していた。ハルの分割アノード型マグネトロンは、高周波や高出力が得られず、ほとんど使われなかった。
しかし、第二次世界大戦中、ジョン・ランドールとハリー・ブートはハルのコンセプトを基に、マイクロ波で大電力を発生させることができる最初の装置、現代の空洞型マグネトロンを開発し、これが使われたセンチメートル周波数帯域レーダーによって、航空戦において連合国は優位に立った。

## ガス封入型電子管の発明
1920年代、GERLでガス封入型電子管の開発にも大きく貢献した。彼は、熱電子カソードをイオン衝撃による急速な劣化から保護する方法を発見した。
この発見により、熱陰極サイラトロン（ガス封入型三極管）やファノトロン（ガス封入型ダイオード）の開発に成功したのである。

## 著書・特許
1918年に発行された『Proceedings of the IRE』では、自身が発明したダイナトロン真空管に関する論文を発表している。エレクトロニクス分野でのキャリアにおいて、72の技術出版物の著者または共著者であり、94の特許を取得した。

## 受賞・受章・栄典
- 1924年 フランクリン研究所 ハワード・N・ポッツ・メダル[2]
- 1930年 IEEE Morris N. Liebmann Memorial Award
- 1958年 無線学会栄誉賞 "電子管分野における優れた科学的業績と先駆的な発明・開発に対して"。